# 津島口駅
津島口駅（つしまぐちえき）は、かつて愛知県津島市にあった、名古屋鉄道津島線の駅。
藤浪駅 - 津島駅間に存在した。

## 歴史
- 1915年（大正4年）7月24日 - 名古屋電気鉄道津島線の駅として、藤浪駅 - 新津島駅間に開業[1]。
- 1921年（大正10年）7月1日 - 路線譲渡により名古屋鉄道津島線の駅となる。
- 1944年（昭和19年） - 休止。
- 1969年（昭和44年）4月5日 - 廃止。

## その他
- 駅跡は津島駅から約600m付近。1968年の津島駅周辺の高架化により痕跡はない。
- 1959年9月26日の伊勢湾台風により津島駅付近から弥富駅まで線路が冠水。休止中の当駅付近に仮乗降場を設置[2]し、同年11月まで使用された。